# The Fabulous Fats Navarro

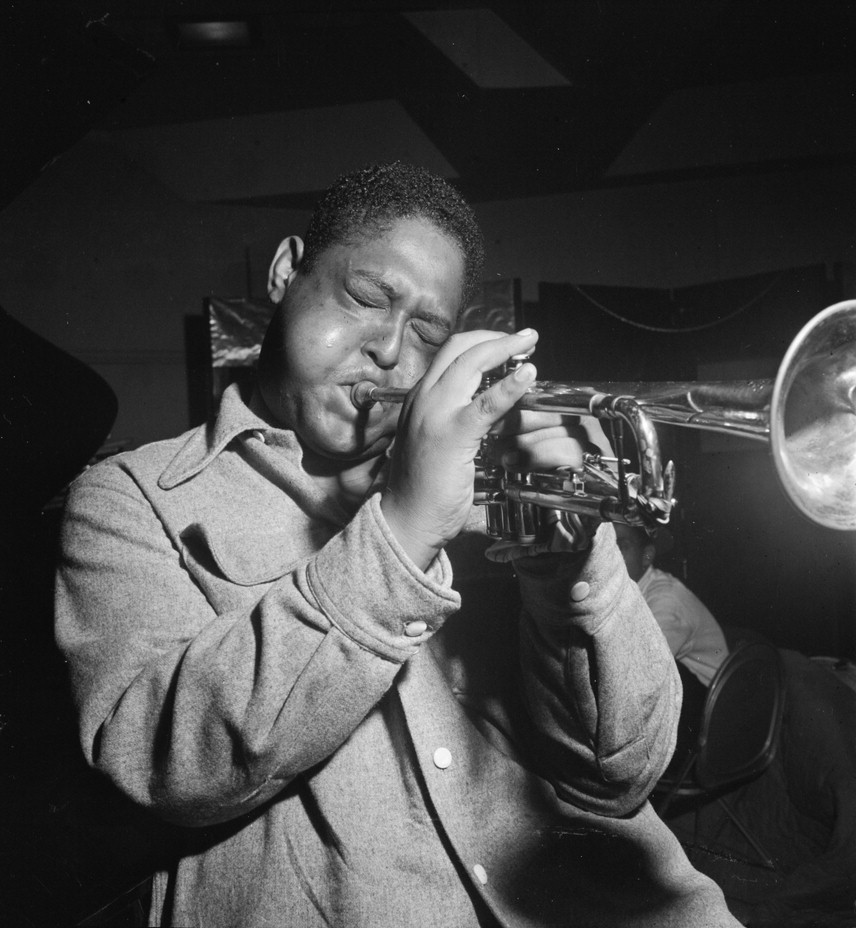
Fats Navarro, um 1947.
Fotografie von William P. Gottlieb.

The Fabulous Fats Navarro ist der Titel von zwei Jazzalben von Fats Navarro. Sie enthalten das Material von mehreren Aufnahmesitzungen die zwischen 1947 und 1949 für das Label Blue Note Records aufgenommen und etwa 1956 als 12-Inch-LPs (BLP 1531 und 1532, als The Fabulous Fats Navarro, Vol. 1 bzw. Vol. 2) veröffentlicht wurden. Sie liegen inzwischen in erweiterter Form als The Complete Fats Navarro on Blue Note and Capitol
(bzw. als Fats Navarro & Tadd Dameron - The Complete Blue Note & Capitol Sessions, auf Definitive Records) in vollständiger Form vor.

## Das Album
Die ursprünglich auf zwei Schallplatten verteilten Sessions umfassen die klassischen Aufnahmen des Trompeters mit dem Pianisten, Komponisten und Bandleader Tadd Dameron im September 1947 („The Chase“), September 1948 („Lady Bird“) und im Januar 1949; außerdem enthalten die Alben Aufnahmen Navarros im gemeinsamen Sextett mit dem Trompeter Howard MGhee, die im Oktober 1948 entstanden („Double Talk“). Auf den Navarro-Alben sind auch die Quintett-Aufnahmen aufgenommen worden, die unter dem Bandnamen Bud Powell & His Modernists, u. a. mit dem jungen Sonny Rollins, im August 1949 eingespielt wurden. Des Weiteren sind (in der Definitive-Ausgabe) Aufnahmen von Tadd Dameron mit Miles Davis und J. J. Johnson. Ein Kuriosum stellt Fats Navarros Mitwirkung im Benny Goodman Sextett mit Wardell Gray am 9. September 1948 dar („Stealin´ Apples“).
Die erste Blue Note-Session von Navarro und Dameron entstand am 26. September 1947, als sie vier Kompositionen des Pianisten und Bandleaders aufnahmen, „The Chase“, „The Squirrel“, „Our Delight“ und „Dameronia“. Mitwirkende waren u. a. Charlie Rouse und Ernie Henry. Ein Jahr später nahm Navarro mit Benny Goodman den Titel „Stealin´ Apples“ auf, Ergebnis des kurzzeitigen Flirts des Swing-Klarinettisten mit dem damals modernen Bebop. Kurz darauf, am 13. September 1948 ging der Trompeter erneut mit Damerons Sextett ins Studio, um wiederum einige seiner Original-Kompositionen einzuspielen, wie „Jahbero“, „Lady Bird“ und „Symphonette“. In Tadd Damerons Band spielten damals die Bebop-Musiker Wardell Gray, Allen Eager, Curley Russell und Kenny Clarke. Bei „Symphonette“ wirkte auch der Sänger Kenny Hagood mit. Im Oktober 1948 bildete der Trompeter das Fats Navarro/Howard McGhee Boptet, mit Ernie Henry, Milt Jackson, der sowohl Piano wie auch Vibraphon spielte, sowie erneut Curly Russell und Kenny Clarke. Es entstanden die Navarro/McGhee-Kompositionen „The Skunk“ und „Double Talk“ sowie Navarros „Boperation“. Am 18. Januar 1949 spielte Fats Navarro in Damerons erweitertem Orchester, dem u. a. Kai Winding, Sahib Shihab, Dexter Gordon, Cecil Payne und wieder Russell und Clarke angehörten; sie nahmen „Sid's Delight“ und „Cashbah“ auf. Im April dieses Jahres nahm Dameron mit seiner Band gemeinsam mit Miles Davis und J. J. Johnson auf. Ein Vierteljahr später war Navarro Mitglied in Bud Powells einzigem Quintett, Bud Powell & His Modernists, dem auch der junge Tenorsaxophonist Sonny Rollins, sowie der Bassist Tommy Potter und der Schlagzeuger Roy Haynes angehörte; am 9. August 1949 nahmen sie die drei Powell-Titel „Wail“, „Dance of the Infidels“ und „Bouncing with Bud“, sowie Thelonious Monks „52nd Street Theme“ auf.

## Bewertung
Die ersten Blue Note-Aufnahmen des Trompeters Fats Navarro zählen für die Jazzkritiker Richard Cook und Brian Morton zu den Höhepunkten des Bebop; sie bezeichnen The Fabulous Fats Navarro, Vol. 1 als eine der essentiellen Alben des Modern Jazz. Besonders heben sie die exzellenten Stücke von 1948 mit dem Trompeter Howard McGhee hervor, „die duellierenden Chorusse“ in Titeln wie „Double Talk“ spielen und damit die Höhepunkte des Albums bilden. Neben den Soli des Saxophonisten Ernie Henry sind es auch die Beiträge des Vibraphonisten Milt Jackson, die diese Session herausragen lassen.

## Diskographische Notiz
Die weiteren Tracks von Dameron mit Miles Davis und J.J. Johnson sind auf der 2 CD-Edition von Blue Note: Fats Navarro and Tadd Dameron: The Complete Blue Note and Capitol Recordings enthalten.

## Die Titel

### LP The Fabulous Fats Navarro, Vol. 1 (BLP 1503)
- Tadd Dameron Sextet (26. September 1947)

1. „The Chase“
2. „The Chase“ (alt. take)
3. „The Squirrel“
4. „The Squirrel“ (alt. take)
5. „Our Delight“
6. „Our Delight“ (alt. take)
7. „Dameronia“
8. „Dameronia“ (alt. take)

- Bud Powell & His Modernists (8. August 1949)

1. „Wail“ (alt. master)
2. „Bouncing with Bud“ (alt. master)

- The McGhee/Navarro Boptet (10. November 1948)

1. „Double Talk“

### LP: The Fabulous Fats Navarro, Vol. 2 (BLP 1504)
- Tadd Dameron Septet  (15. September 1948)

1. „Lady Bird“
2. „Lady Bird“ (alt. master)
3. „Jahbero“
4. „Jahbero“ (alt. master)
5. „Symphonette“
6. „Symphonette“ (alt. master)

- The McGhee/Navarro Boptet (10. November 1948)

1. „Double Talk“ (alt. master)
2. „The Skunk“ (alt.master)
3. „Boperation“

- Bud Powell & His Modernists (8. August 1949)

1. „Dance of the Infidels“ (alt. master)
2. „Bouncing with Bud“ (alt. master)

Alle Titel, außer angegeben, wurden von Tadd Dameron komponiert.

### Wiederveröffentlichung in CD-Form
1. „Our Delight“ (Dameron) - Tadd Dameron Sextett & Fats Navarro 26. September 1947
2. „Our Delight“ (Dameron) - Tadd Dameron Sextett & Fats Navarro 26. September 1947
3. „Squirrel“ (Dameron) - Tadd Dameron Sextett & Fats Navarro 26. September 1947
4. „Squirrel“ (Dameron) - Tadd Dameron Sextett & Fats Navarro 26. September 1947
5. „The Chase“ (Dameron) - Tadd Dameron Sextett & Fats Navarro 26. September 1947
6. „The Chase“ (Dameron) - Tadd Dameron Sextett & Fats Navarro 26. September 1947
7. „Wail“ (Powell) - Bud Powell & Fats Navarro 8. August 1948
8. „Bouncing with Bud“ [Alternate Take] (Powell) - Bud Powell & Fats Navarro 8. August 1948
9. „Double Talk“ (Navarro/McGhee) - Fats Navarro/Howard McGhee Boptet 11. Oktober 1948
10. „Dameronia“ (Dameron) - Tadd Dameron Sextett & Fats Navarro 26. September 1947
11. „Dameronia“ (Dameron) - Tadd Dameron Sextett & Fats Navarro 26. September 1947
12. „Lady Bird“ [Alternate Take] (Dameron) - Tadd Dameron Sextett & Fats Navarro
13. „Lady Bird“ (Dameron) - Tadd Dameron Sextett & Fats Navarro 13. September 1948
14. „Jahbero“ (Dameron) - Tadd Dameron Sextett & Fats Navarro 13. September 1948
15. „Jahbero“ (Dameron) - Tadd Dameron/Fats Navarro Sextett 13. September 1948
16. „Symphonette“ (Dameron) - Tadd Dameron Sextett & Fats Navarro 13. September 1948
17. „Symphonette“ (Dameron) - Tadd Dameron Sextett & Fats Navarro  13. September 1948
18. „Double Talk“ (Navarro/McGhee) - Fats Navarro/Howard McGhee Sextett 11. Oktober 1948
19. „Bouncing with Bud“ [Alternate Take] (Powell) - Bud Powell & Fats Navarro
20. „Dance of the Infidels“ [Alternate Take] (Powell) - Bud Powell & Fats Navarro
21. „Skunk“ (Navarro/McGhee) -Fats Navarro/Howard McGhee Sextett 11. Oktober 1948
22. „Boperation“ (Navarro) - Fats Navarro/Howard McGhee Sextett 11. Oktober 1948

- Die Edition Fats Navarro and Tadd Dameron: The Complete Blue Note and Capitol Recordings enthält zusätzlich die Titel:

„Stealin´ Apples“ von Benny Goodman Sextett & Fats Navarro (9. September 1948), „52nd Street Theme“ von Bud Powell & His Modernists mit Fats Navarro (8. August 1949), „Casbah“, „John's Delight“, „What's New“, „Heaven's Doors are Wide Open“ und „Focus“ von Tadd Dameron & His Orchestra (18. Januar 1949).